# Улица Пипо Гурциева
Улица Пипо Гурциева — улица во Владикавказе, Северная Осетия, Россия. Улица располагается в Иристонском муниципальном округе Владикавказа между улицами Кабардинской и Спокойной. Начинается от улицы Кабардинской и заканчивается улицей Эльмесова.
Улицу Пипо Гурциева пересекает улица Езетхан Уруймаговой.
Названа в память осетинского народного героя Пипо Гурциева.
Улица образовалась в середине 50-х годов XX столетия после перепланировки жилых кварталов возле кирпичного завода «Красный строитель». 10 июля 1956 года она была названа как улица Сквозная.
18 апреля 2000 года в связи с неоднократным обращением общественности Северной Осетии увековечить память Пипо Гурциева улица Сквозная была переименована в улицу Пипо Гурциева.